# ARA Puerto Deseado (Q-20)
Le ARA Puerto Deseado (Q-20) est un navire océanographique à coque renforcée de la Marine argentine pour le Servicio de Hidrografia Naval de Buenos Aires.

## Histoire
Le navire a été construit par les Astilleros Argentinos Río de la Plata (ASTARSA) à Tigre (province de Buenos Aires), par contrat avec la Marine argentine en date du 7 décembre 1971 et transféré au Conseil national de la recherche scientifique et technique (CONICET) par accord approuvé par le décret de 28 juillet 1972. Il a été lancé le 8 décembre 1976 et a commencé ses essais de machines et d’équipements en mer le 11 décembre 1978. Il est doté de laboratoires pour mener des campagnes de recherche dans l'Antarctique argentin.
Il était exploité par la marine dans le cadre d'un accord signé par la CONICET en 1978 et renouvelé en 1996. Le pavillon national a été confirmé à bord le 26 avril 1982 et, deux ans plus tard, a reçu son drapeau de guerre, offert par la ville de Puerto Deseado , province de Santa Cruz .
L'équipement scientifique comprend un équipement gravamétrique, des magnétomètres, des systèmes sismiques, un sonar haute fréquence et un laboratoire de géologie, permettant de mener à bien des tâches d'étude systématique de la mer et de ses ressources, ainsi que des programmes de recherche en coopération.

## Missions
Pendant la guerre des Malouines, il est intervenu en tant qu'unité de tâches dans l'opération "León I", avec des fonctions de contrôle du trafic maritime dans le Río de la Plata extérieur. Plus tard, il a été désigné comme navire-hôpital, en fonction du théâtre d'opérations de l'Atlantique Sud, pour lequel il a été peint en blanc avec les marques de la Croix-Rouge sur les deux bandes.
Son port d'attache est situé sur la base navale de Mar del Plata, dans la province de Buenos Aires, et participe, aux côtés de l'ARA Almirante Irízar  à la campagne antarctique d'été.
En 2003, il a collaboré avec le navire Seacor Lenga de National Geographic à la recherche infructueuse des vestiges de l'ARA General Belgrano.
En 2007, le groups Kongsberg Gruppen a rééquipé les systèmes bathymétriques dde l'ARA Puerto Deseado et de l'ARA Comodoro Rivadavia (Q-11) dans le cadre d'un programme parrainé par le Programme des Nations unies pour le développement. Depuis lors, l'ARA Puerto Deseado a participé à l'enquête sur le plateau continental de la mer d'Argentine qui a finalement été livrée le 22 avril 2009 à l'Organisation des Nations unies, avec un territoire océanique de 1 700 000 kilomètres, places à reconnaître en tant que partie intégrante de l’Argentine, conformément à la Convention sur le plateau continental et à la Convention des Nations unies sur le droit de la mer. 
En mars 2010, il a commencé à mener des études sur les fonds marins pour YPF. En 2011, 2012, 2013 et 2014, il a soutenu la campagne SAMOC (circulation de renversement méridional dans l'Atlantique sud) dans les eaux brésiliennes.
En février 2012, il s'agissait du premier navire à assister la Base antarctique Comandante Ferraz pour débarquer du personnel avec des éléments de lutte contre l'incendie. 
En octobre 2014, alors qu'il exécutait la campagne SAMOC au Brésil, il a soutenu la recherche du voilier argentin Tunante II. En novembre de la même année, alors qu’il opérait dans la zone de protection marine de Namuncurá-Burdwood Bank (en) dans le cadre de l’initiative Pampa Azul , il a apporté un soutien sanitaire à un membre de l’équipage de la société de pêche Argenova XIV. En décembre, le projet franco-argentin Malvinas-CASSIS a débuté dans l'océan Atlantique sud.

### Note et référence
- (es) Cet article est partiellement ou en totalité issu de l’article de Wikipédia en espagnol intitulé « ARA Puerto Deseado (Q-20) » (voir la liste des auteurs).